# Festival de la Canción de Turkvisión
El Festival de la Canción de Turkvisión (en turco Türkvizyon Şarkı Yarışması) es un concurso televisivo de carácter anual en el que participan países y regiones de los pueblos túrquicos o con minorías túrquicas, teniendo similares características que el Festival de la Canción de Eurovisión. Fue creado en 2009 por la cadena de televisión pública turca TRT con el fin de promocionar la cultura túrquica. Tras un parón en 2012, el festival fue relanzado en 2013 tras suspender su participación Turquía al citado concurso europeo por discrepancias con el sistema de votación y los privilegios del Big 5.

## Historia
Según una declaración de octubre de 2013 en el sitio web oficial Turkvision.info: "Turkvisión es un nuevo concurso inspirado en el concurso de canciones de Eurovisión. Mientras que Eurovisión se centra en los países europeos, Turkvision es un concurso cuyos participantes son principalmente de países turcos o países de habla turca". Turkvision era en realidad un concurso de canciones creado por TÜRKSOY en cooperación con el canal de música turco TMB TV. Los países y regiones participantes debían tomar parte en la Semifinal. Un jurado de cada nación otorgó entre 1 y 10 puntos por cada entrada, excepto la suya. Una cantidad de 12 a 15 naciones clasificaron para la Gran Final donde el jurado determinó la  ganador. TÜRKSOY declaró que el televoto se introduciría en el futuro, pero esto nunca se llevó a cabo. La organización del Concurso de la Canción de Turkvision se llevó a cabo en el país o la región que también albergaba la Capital de la Cultura Turca en lugar del país ganador del año anterior. En noviembre de 2020, el sitio web oficial de Turkvision publicó que esperaban organizar la edición de 2021 en Shusha, Azerbaiyán. Esto fue confirmado en diciembre de 2020 por İslam Bağırov, coordinador general del concurso, aunque luego se reveló que la edición de 2021 se llevaría a cabo en Turkistán, Kazajistán.  Sin embargo, el concurso de 2021 no se concretó. El 1 de febrero de 2022, el embajador de Turismo de Uzbekistán anunció en Twitter que el concurso de 2022 se llevaría a cabo la primera semana de junio de 2022 en Fergana, Uzbekistán. Sin embargo, esto no se materializó y TÜRKSOY declaró que el concurso se trasladará a Bursa, Turquía y tendrá lugar más adelante en el año, pero eso tampoco se materializó. Desde entonces, el futuro del Festival de la Canción de Turkvisión sigue siendo incierto.

## Participación

Participación desde 2013:
Participó por lo menos una vez
Ingresado al menos una vez, pero solo en una entrada combinada
Nunca ingresó, aunque elegible para hacerlo
Entrada prevista pero luego retirada

Los participantes de países o regiones de habla turca y de personas turcas fueron elegibles para competir en los concursos anuales de canciones de Turkvisión, como Crimea, Karachay-Cherkessia y Turquía.
Veinticuatro países y regiones participaron en la primera edición de Turkvisión. Hubo varios intentos fallidos de participar en el Festival de la Canción de Turkvisión. Chuvashia, Rusia, Turkmenistán y Xinjiang fueron una de las veinticuatro áreas participantes originales con intenciones iniciales de competir en el Concurso de 2013, pero luego se retiraron por razones no reveladas.
El Omsk Oblast de Rusia transmitió el concurso de 2014, pero nunca hizo ninguna declaración con respecto a la participación. Una delegación de otro sujeto federal ruso, Kalmykia, asistió al concurso de 2015, pero no participó y no ha hecho ninguna declaración posterior con respecto a la participación.
Tabla
     Inactivos – Países o regiones que han participado en el pasado, pero no participaron en el concurso más reciente o no participarán en el próximo concurso.
| País o Región        | Año de Debut | Última Paricipacion | Participaciones | Victorias | Radiodifusora(s)                                                     |
| -------------------- | ------------ | ------------------- | --------------- | --------- | -------------------------------------------------------------------- |
| Albania              | 2014         | 2020                | 3               | 0         | Radio Televizioni Shqiptar                                           |
| República de Altái   | 2013         | 2013                | 1               | 0         | STRC Altai Mountains                                                 |
| Azerbaiyán           | 2013         | 2020                | 4               | 1         | ATV Azerbaiyán                                                       |
| Baskortostán         | 2013         | 2020                | 3               | 0         | STRC Bashkortostan                                                   |
| Bielorrusia          | 2013         | 2020                | 3               | 0         | BTRC                                                                 |
| Bosnia y Herzegovina | 2013         | 2020                | 4               | 0         | Hayat TV                                                             |
| Bulgaria             | 2014         | 2015                | 2               | 0         | Alfa Media                                                           |
| Crimea               | 2013         | 2014                | 2               | 0         | Radiotelevisión Pública de Crimea                                    |
| Gagauzia             | 2013         | 2020                | 4               | 0         | GRT                                                                  |
| Georgia              | 2013         | 2015                | 3               | 0         | - Kvemio Kartlia Television (2013) - Marneuli Television (2014-2015) |
| Alemania             | 2014         | 2020                | 3               | 0         | Türkshow Televizyonu                                                 |
| Irán                 | 2014         | 2015                | 2               | 0         | IRIB                                                                 |
| Iraq                 | 2013         | 2015                | 3               | 0         | Türkmeneli TV                                                        |
| Iraqi Turkmen        | 2020         | 2020                | 1               | 0         | Türkmeneli TV                                                        |
| Kabardino-Balkaria   | 2013         | 2014                | 2               | 0         | GTRK Kabardino-Balkaria TV                                           |
| Karachay-Cherkessia  | 2013         | 2014                | 2               | 0         | Arkhyz 24                                                            |
| Kazakistan           | 2013         | 2020                | 4               | 1         | Adam Media Group                                                     |
| Uigures kazajos      | 2020         | 2020                | 1               | 0         | N/A                                                                  |
| Kemerovo             | 2013         | 2013                | 1               | 0         | VGTRK                                                                |
| Khakassia            | 2013         | 2020                | 3               | 0         | VGTRK                                                                |
| Kosovo               | 2013         | 2015                | 2               | 0         | RTK                                                                  |
| Kirguistán           | 2013         | 2020                | 4               | 1         | Piramida Television                                                  |
| Moldavia             | 2020         | 2020                | 1               | 0         | KTRK                                                                 |
| Moscú                | 2014         | 2020                | 2               | 0         | VGTRK                                                                |
| Nogai                | 2020         | 2020                | 1               | 0         | Union of Nogai Youth                                                 |
| Macedonia del Norte  | 2013         | 2020                | 4               | 0         | MRT 2                                                                |
| Chipre del Norte     | 2013         | 2020                | 3               | 0         | GENC Television                                                      |
| Polonia              | 2020         | 2020                | 1               | 0         | N/A                                                                  |
| Rumania              | 2013         | 2020                | 4               | 0         | Alpha TV Media                                                       |
| Serbia               | 2015         | 2020                | 2               | 0         | RTV Novi Pazar                                                       |
| Siria                | 2015         | 2015                | 1               | 0         | ORTAS                                                                |
| Tatarstan            | 2013         | 2020                | 3               | 0         | Maydan Television                                                    |
| Turquía              | 2013         | 2020                | 4               | 0         | Kral TV                                                              |
| Turkmenistán         | 2014         | 2014                | 1               | 0         | Altyn Asyr                                                           |
| Tuvá                 | 2013         | 2020                | 3               | 0         | VGTRK                                                                |
| Oblast de Tiumén     | 2020         | 2020                | 1               | 0         | VGTRK                                                                |
| Ucrania              | 2013         | 2020                | 4               | 1         | Kultura                                                              |
| Uzbekistán           | 2013         | 2015                | 3               | 0         | MTRK                                                                 |
| Yakutia              | 2013         | 2020                | 3               | 0         | VGTRK                                                                |

## Ganadores
| Edición | Sede      | País ganador | Canción       | Intérprete        | Lugar                                   |
| ------- | --------- | ------------ | ------------- | ----------------- | --------------------------------------- |
| 2013    | Eskişehir | Azerbaiyán   | "Yaşa"        | Farid Hasanov     | Pabellón deportivo Anadolu Üniversitesi |
| 2014    | Kazán     | Kazajistán   | "Izin kórem"  | Zhanar Dugalova   | Tatneft Arena                           |
| 2015    | Estambul  | Kirguistán   | "Kim bilet"   | Jiidesh Idirisova | Centro Cultural Yahya Kemal Beyatli     |
| 2020    | Estambul  | Ucrania      | "Tikenli yol" | Natalie Papazoglu | Online                                  |